# Route nationale 489
Die N489 war von 1933 bis 1973 eine französische Nationalstraße, die zwischen Toulon-sur-Allier und La Clayette verlief. Ihre Länge betrug 92,5 Kilometer. Seit 2003 trägt eine Verbindungsstraße zwischen der N6 und N7 nordwestlich von Lyon die Nummer N489.